# Notre-Dame-du-Réal (Embrun)

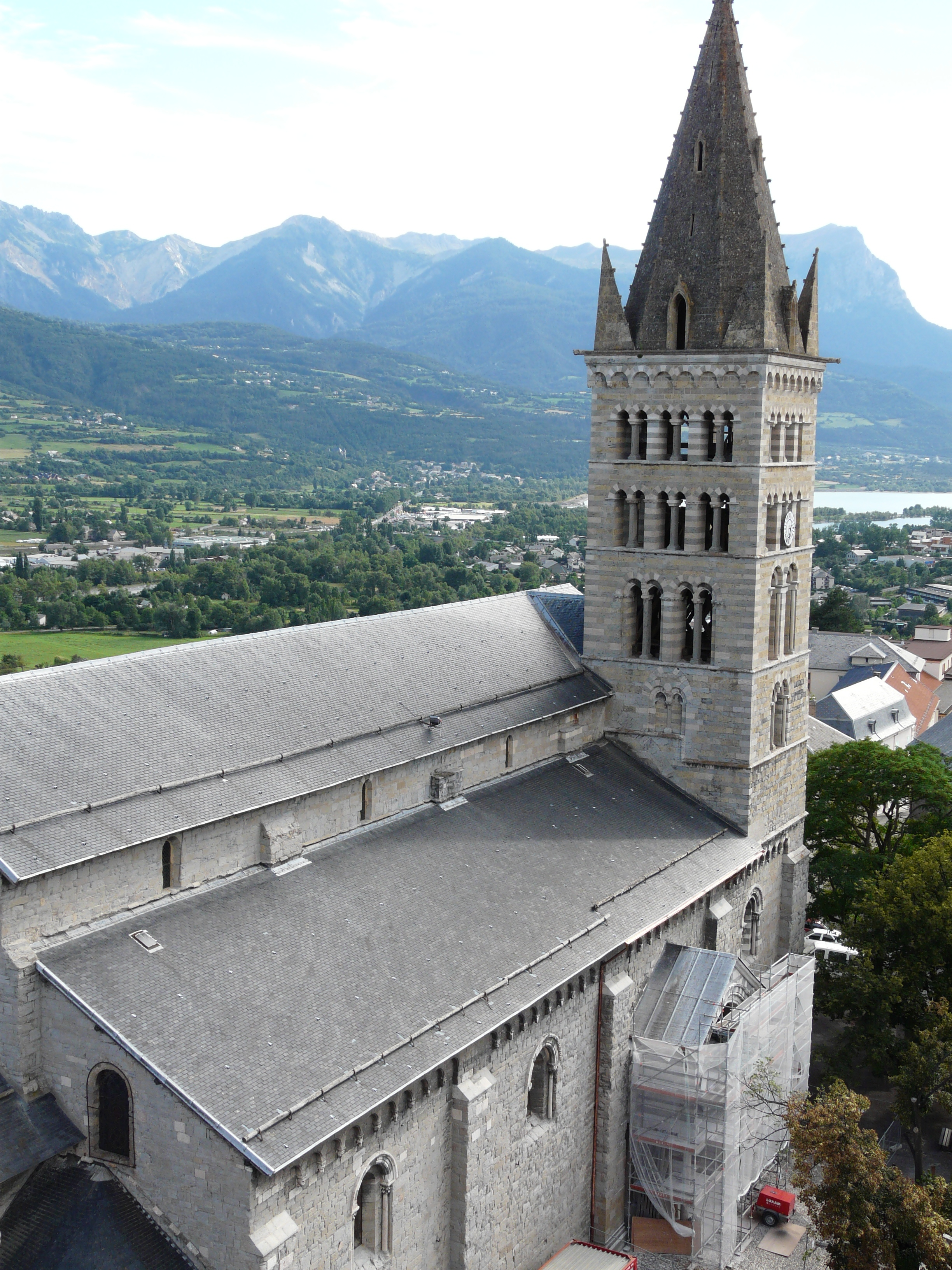
Notre-Dame du Réal

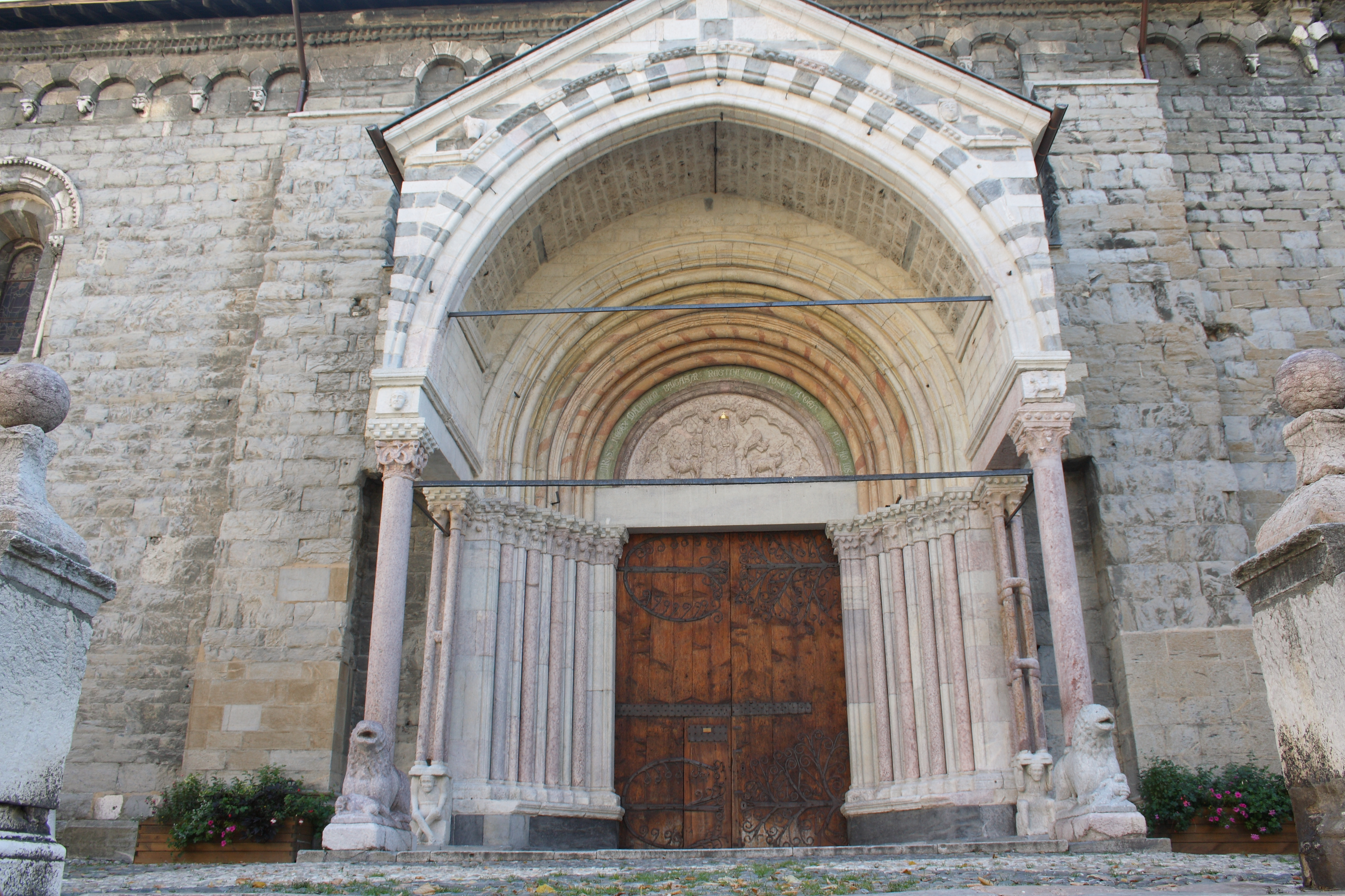
Nordportal Le Réal

Die katholische Kirche Notre-Dame-du-Réal in Embrun, einer Gemeinde im Département Hautes-Alpes in der französischen Region Provence-Alpes-Côte d’Azur, war die Kathedrale des ehemaligen Erzbistums Embrun. Sie wurde im 12./13. Jahrhundert errichtet und verbindet romanische mit gotischen Stilelementen. Eine Besonderheit stellt das Nordportal Le Réal dar. Im Jahr 1840 wurde die Kirche als Monument historique in die Liste der Baudenkmäler (Base Mérimée) in Frankreich aufgenommen aufgenommen.

## Geschichte
Im 3. Jahrhundert wurde Eburodunum, der Hauptort des gallischen Stammes der Caturiger, zur Hauptstadt der römischen Provinz Alpes Maritimae. Um 360 gründete der heilige Marcellin dort ein Bistum, das bis zur Französischen Revolution bestand. In karolingischer Zeit wurde Embrun Erzbistum und Sitz des Metropoliten der Kirchenprovinz Alpes-Maritimes. Nachdem die Vorgängerbauten der Kathedrale um 575 von den Langobarden und um 916 von den Sarazenen verwüstet worden waren, baute Erzbischof Ismide zu Beginn des 11. Jahrhunderts die Kathedrale wieder auf. Die heutige Kirche wurde vermutlich gegen Ende des 12. Jahrhunderts begonnen und noch vor der Mitte des 13. Jahrhunderts weitgehend vollendet. Schriftliche Quellen sind nicht vorhanden. Ermöglicht wurde der Bau der mächtigen Kathedrale durch Schenkungen der Grafen der Provence und durch zahlreiche Privilegien, die die Könige und Kaiser des Heiligen Römischen Reiches, zu dem die Provence damals gehörte, dem Domkapitel zugestanden.
Im 14. Jahrhundert wurde die Kathedrale zum Ziel einer Marienwallfahrt, die hochrangige Persönlichkeiten anzog wie den englischen König Edward II., der der Kathedrale einen kostbaren, mit Edelsteinen besetzten Chormantel schenkte. In einem Mirakelbuch sind die Marienwunder der Jahre 1339 und 1340 verzeichnet. In dieser Zeit wurde das romanische Tympanon des Nordportals zugemauert und mit einem Fresko, das die Anbetung der Heiligen Drei Könige darstellte, übermalt. Diese Darstellung gab dem Nordportal den Namen le Réal, der sich auf die ganze Kirche übertrug.
Im 15. Jahrhundert verlieh Papst Sixtus IV. in einer Bulle dem späteren König Ludwig XI. den Ehrentitel eines Chorherren, eine Würde, die sich auf alle Nachfolger einschließlich der französischen Staatspräsidenten vererben sollte.
Während der Religionskriege wurde die Kirche schwer beschädigt, ihres Kirchenschatzes beraubt und das Fresko des Nordportals zerstört. Anfang des 17. Jahrhunderts wurde die Kirche wieder instand gesetzt. Die Eroberung der Stadt durch den Herzog von Savoyen, Viktor Amadeus II., brachte neue Plünderungen mit sich.
Zwischen 1843 und 1868 fanden mehrere Restaurierungsmaßnahmen statt. 1932 wurde der Putz entfernt und das Mauerwerk wieder freigelegt.

## Architektur
Die Verwendung verschiedenfarbigen Steins, heller Kalkstein und schwarzer Schiefer, weisen auf die Kathedralen Italiens hin. Die Außenmauern der Kirche gliedern Strebebögen. Unter dem Dachansatz verläuft ein Kranzgesims mit Zahnschnittfries, darunter ein Fries aus Blendbögen auf Kragsteinen mit Pflanzendekor, Tier- und Menschenköpfen.

### Kirchturm
An der Westfassade erhebt sich über dem nördlichen Seitenschiff der 34 Meter hohe Glockenturm aus weißem Kalkstein und schwarzem Schiefer, den eine 16 Meter hohe, achteckige, mit Kreuzblumen besetzte Spitze abschließt. 1852 führte ein Blitzeinschlag zum Einsturz des Turms. Zwischen 1858 und 1867 wurde er in seiner ursprünglichen Gestalt wiedererrichtet. Die vier oberen Stockwerke sind von Zwillingsfenstern durchbrochen. Unter dem Dachansatz verläuft ein Fries aus Blendarkaden, der auch um die Außenmauern der Seitenschiffe und das Chorhaupt führt.

### Nordportal

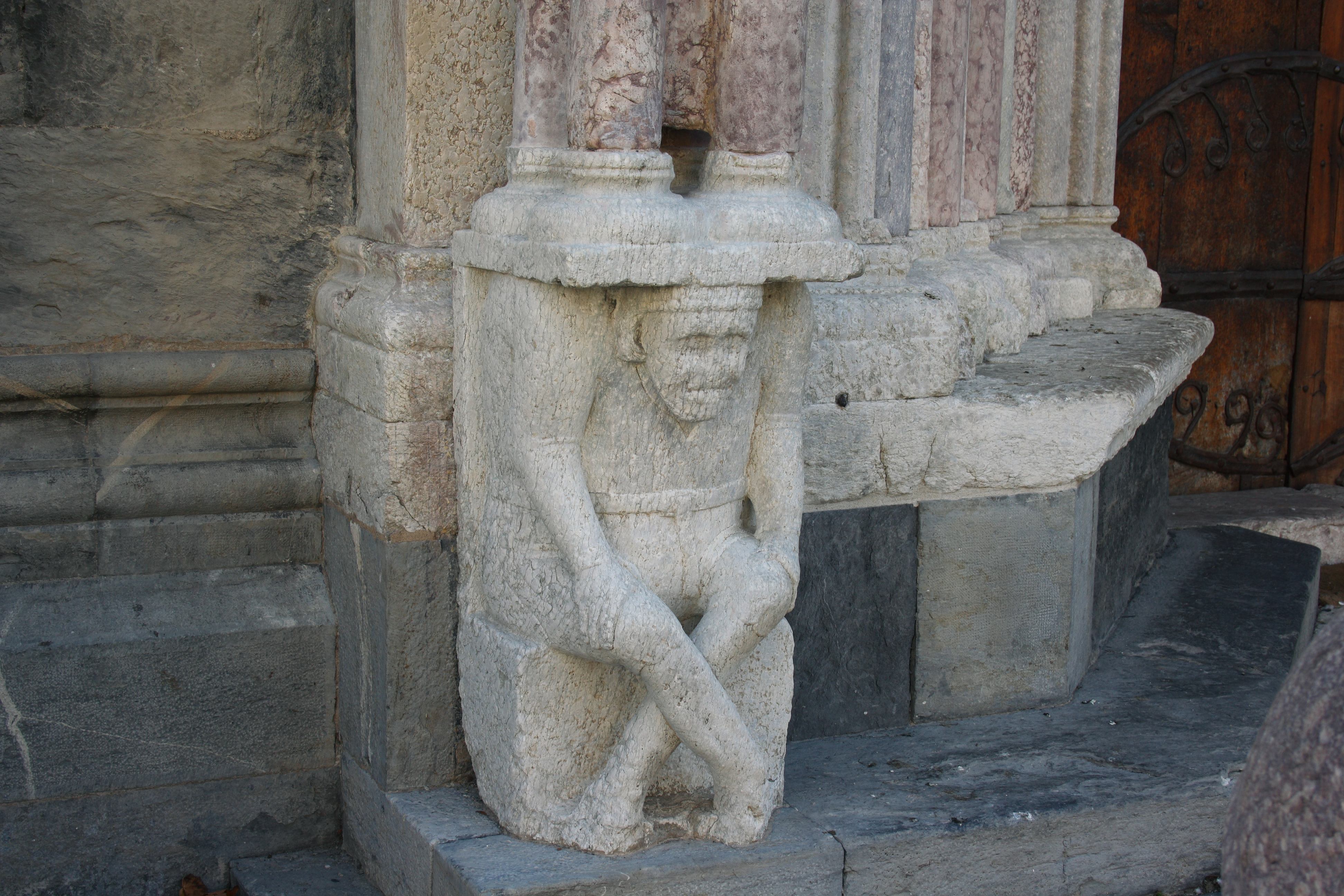
Nordportal Le Réal

Das Nordportal, „Le Réal“ (Königsportal) genannt, lässt sowohl durch seine Motive wie Löwe und Atlanten als auch die Verwendung verschiedenartigen Gesteins (weißer Kalkstein, schwarzer Schiefer, roter und grüner Marmor) an italienische Vorbilder denken. Es ist als offene Vorhalle gestaltet, deren Dach auf Marmorsäulen aufliegt. Die beiden vorderen Säulen werden von Löwen getragen. Der linke Löwe hält eine kleine menschliche Gestalt in den Klauen, der rechte ein Schaf oder einen Widder. Die Säulen an der Wandseite bestehen aus je vier Rundstäben, die von sitzenden Atlanten geschultert werden. Zwischen den linken Säulenbündeln klammert sich eine kleine Figur. Den Giebel schmücken ein Fries und Reliefs mit Köpfen und Fratzen.
1860 entdeckte man unter der Gipsschicht des 14. Jahrhunderts, auf der sich das während der Religionskriege zerstörte Fresko befand, das romanische Tympanon aus rosa Marmor. Christus, der seine rechte Hand zum Segen erhoben hat und in der linken Hand ein Buch hält, ist umgeben von den Symbolen der Evangelisten, dem geflügelten Menschen, dem Löwen, dem Adler und dem Stier. Zu seinem Haupt schweben zwei Engel, einer mit Weihrauchfass, der andere mit einer Posaune. Auf der Bogenrundung sind die Reste einer Inschrift erhalten, die sich auf die Verehrung der Heiligen Drei Könige bezieht.
Die schmiedeeisernen Beschläge der Türen stammen noch aus dem 14. Jahrhundert.

### Innenraum
Die Kirche ist als dreischiffige Basilika ohne Querhaus angelegt. Das Mittelschiff trägt ein Kreuzrippengewölbe, die Seitenschiffe sind mit von Gurtbögen unterfangenen Tonnengewölben gedeckt. Das Langhaus ist in vier Joche unterteilt und mündet im Osten in eine Dreiapsidenanlage, dem ältesten Teil der Kirche, der wie die Seitenschiffe auf die romanische Bauphase zurückgeht. Den jüngsten Bauteil stellt die Westfassade dar mit der aus dem frühen 15. Jahrhundert stammenden Rosette, die den Einfluss der gotischen Kathedralen der Île de France widerspiegelt.
Auf dem mittleren, nördlichen Pfeiler des Hauptschiffs sind noch Reste einer Wandmalerei mit der Darstellung der Geißelung Christi (um 1470) zu erkennen.

## Westrose

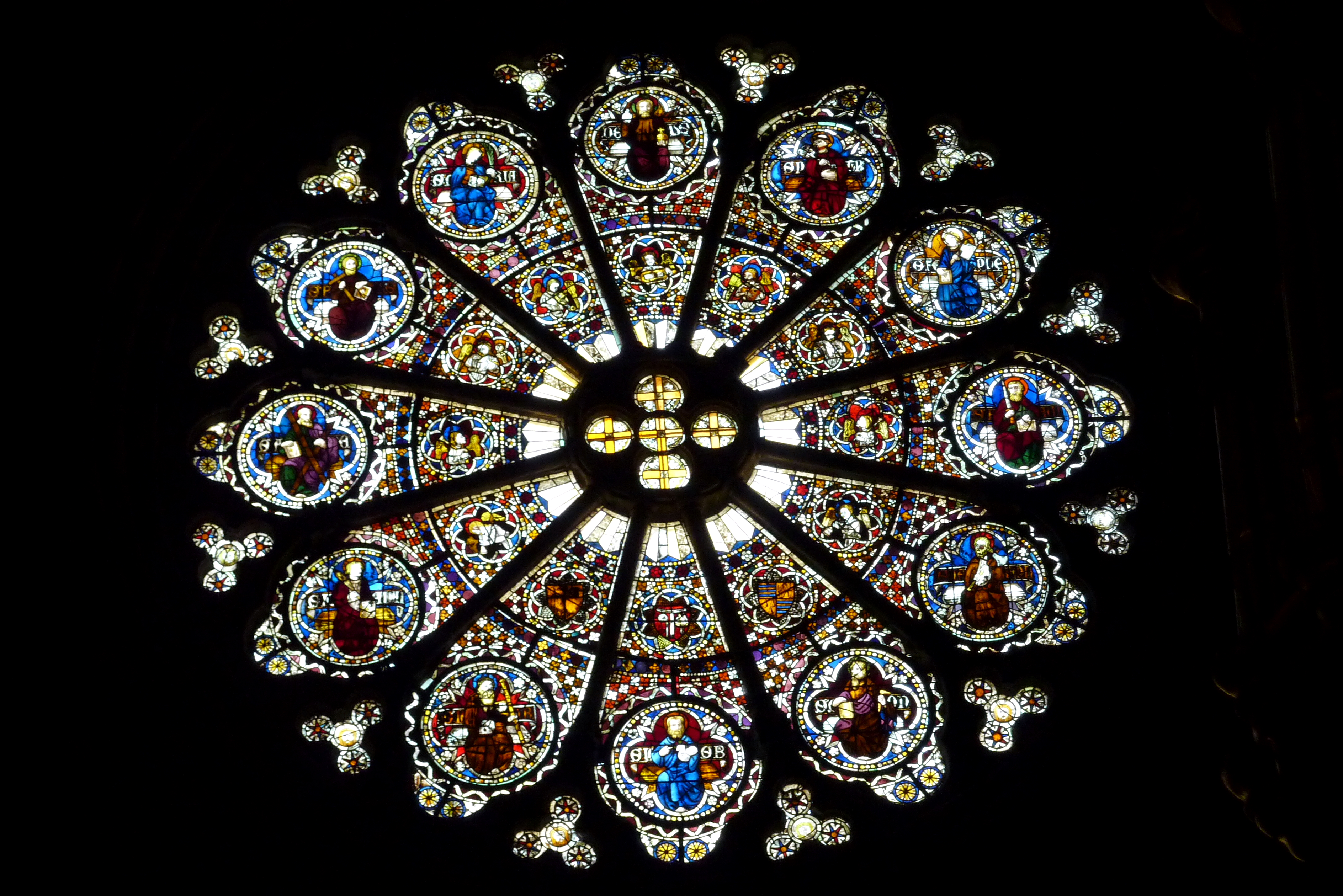
Westrose aus dem frühen 15. Jahrhundert

Die äußeren Medaillons der Rosette sind den Aposteln gewidmet. Den Platz in der Mitte oben nimmt Gottvater ein, umgeben von Maria (links) und dem Apostel Petrus (rechts). Auf den inneren Medaillons sind musizierende Engel dargestellt, unten die Wappen des Gouverneurs der Dauphiné, Geoffroy le Mingre, des Domkapitels und des Erzbischofs Michel de Perellos (1378–1427), der die Restaurierung der Bleiglasfenster finanzierte.

## Ausstattung
- Das Taufbecken aus Marmor, dessen oberen Rand ein Fries aus Rankenwerk umgibt, wird ins 13. Jahrhundert datiert.
- Die Kirche besitzt ein Chorgestühl aus dem 14./15. Jahrhundert mit kunstvoll skulptierten Wangen und Miserikordien, wobei der Sitz des Ehrenchorherrens besonders aufwändig gestaltet ist.

## Orgel

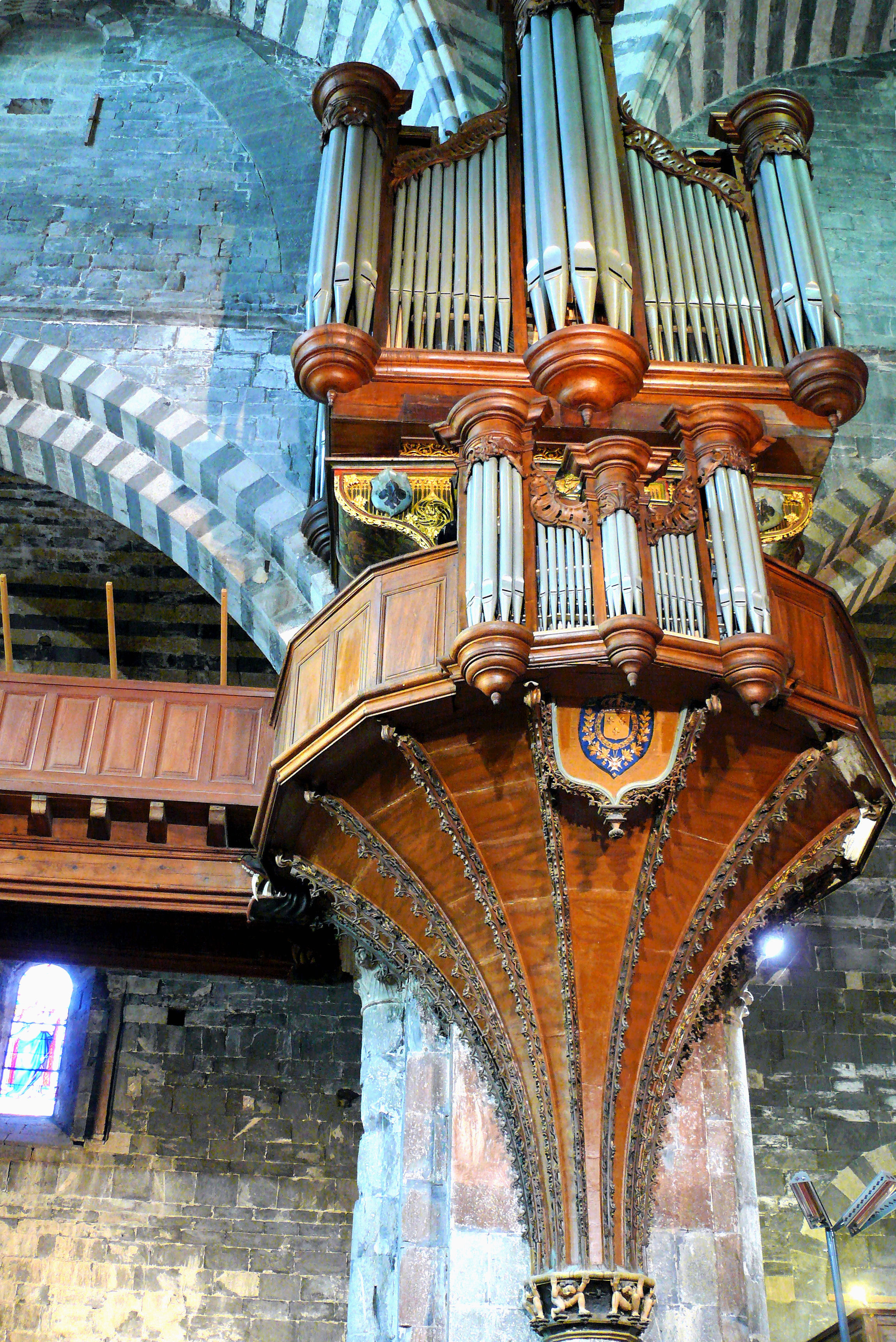
Blick auf die Orgel

Von der Orgel, die im 15. Jahrhundert vom französischen König Ludwig XI. gestiftet wurde, ist noch der geschnitzte Unterbau mit dem königlichen Wappen und der Kette des Heilig-Geist-Ordens erhalten. Er ist mit Motiven der Flamboyant-Gotik und kleinen Figuren in der Form von Atlanten verziert ist. Das Orgelgehäuse stammt aus dem 18. Jahrhundert.
| Positif C–f3   |        |
| Principal      | 8′     |
| Bourdon        | 8′     |
| Montre         | 4′     |
| Nazard         | 2 ⁄3′  |
| Doublette      | 2′     |
| Tierce         | 1 3⁄5′ |
| Piccolo        | 1′     |
| Fourniture III |        |
| Cromorne       | 8′     |

| I Grand Orgue C–f3 |        |
| Montre             | 16′    |
| Montre large       | 8′     |
| Bourdon            | 8′     |
| Prestant           | 4′     |
| Flûte              | 4′     |
| Doublette          | 2′     |
| Tierce             | 1 3⁄5′ |
| Fourniture IV      |        |
| Cymbale III        |        |
| Grand Cornet V     |        |
| Voix humaine       | 8′     |
| Trompette          | 8′     |
| Clairon            | 4′     |

| III Récit C–f3     |    |
| Bourdon            | 8′ |
| Flûte              | 4′ |
| Plein-jeu III      |    |
| Dessus de Cornet V |    |
| Hautbois           | 8′ |

| Pédale C–f1 |     |
| Bourdon     | 16′ |
| Bourdon     | 8′  |
| Bourdon     | 4′  |
| Trompette   | 8′  |
| Clairon     | 4′  |

- Koppeln: I/II, III/II, II/P, III/P